# Sjustöt

Sjustöt med fyra spelare där alla kort är utdelade.

Sjustöt (engelska: Seven Card Stud) är ett pokerspel. I sjustöt får varje spelare upp till sju kort var (därav namnet) varav tre är mörka (dvs. synliga enbart för spelaren själv) och fyra öppna (synliga för alla). Alla kort delas dock inte ut på en gång. Istället delas ett kort i taget ut (första gången ges dock tre kort) med satsningsrundor mellan varje utdelning. Inga gemensamma kort förekommer. Sjustöt ingår i en grupp av pokerspel som kallas stötpoker, och sjustöt är idag det populäraste av dessa. Det ursprungliga stötpokerspelet är femstöt, där varje spelare får upp till fem kort.

## Spelets gång
Insatserna betecknas ofta till exempel 10/20 och det innebär att lilla insatsen är 10 enheter och stora insatsen är 20 enheter. Anten kan då vara 1 enhet. Vid mycket små insatser kan man ibland spela utan ante. Det är dock ovanligt; om man spelar utan ante kommer spelet att påverkas och bli mer reserverat, eftersom spelare då kan vänta på en jättebra hand utan att det kostar något. 
Varje spelare lägger in en förutbestämd ante och får tre kort varav ett öppet (door card). Den spelaren med det lägsta synliga kortet måste göra en så kallad Bring-In och satsa hälften av den lilla beten. Följande spelare kan nu välja om han vill lägga sig (fold), syna (call) eller komplettera (complete (the bet)) till den lilla insatsen. 
Då det fjärde kortet (fourth street) delats ut börjar den som har högst synlig hand att antingen satsa (bet) eller passa (check). Om den spelaren som börjar har ett synligt par kan han välja att satsa en stor insats istället för en liten. Från och med att femte kortet (fifth street) delats ut gäller bara stora insatser. Kort 4 till 6 delas ut så att alla kan se det.
Efter sjunde kortet (seventh street eller river), som delas så att bara spelaren själv kan se det, har delats ut och om det fortfarande återstår mer än en spelare i potten, vinner den som har den högsta pokerhanden.

## Varianter
Sjustöt spelas ibland high-low split, där den bästa och den lägsta handen (normalt "Eight or better", det vill säga för att en hand ska kvalificera som låg ska den bestå av fem kort av olika valörer som alla är åtta eller lägre, där äss räknas som lågt) delar potten. 
Razz spelas som sjustöt men enbart lågt, det vill säga den lägsta handen vinner.
Alla tre varianterna spelas i World Series of Poker och ingår i blandspelet H.O.R.S.E.
Chicago (ej att sammanblanda med bridgevarianten eller kortspelet med stick och kombinationer) är en annan variant. Enda skillnaden mot vanlig sjustöt är att potten delas lika mellan högsta handen och högsta spaderkortet.